# Бохот
Бо́хот (болг. Бохот) — село в Плевенській області Болгарії. Входить до складу общини Плевен.

## Населення
За даними перепису населення 2011 року у селі проживали 778 осіб.
Національний склад населення села:
| Національність   | Кількість осіб | Відсоток |
| ---------------- | -------------- | -------- |
| болгари          | 642            | 84,8%    |
| цигани           | 93             | 12,3%    |
| турки            | 16             | 2,1%     |
| Всього відповіли | 757            |          |

Розподіл населення за віком у 2011 році:
Динаміка населення: